# Medionidus mcglameriae
Medionidus mcglameriae fue una especie de molusco bivalvo  de la familia Unionidae.

## Distribución geográfica
Es  endémica de los Estados Unidos.

## Hábitat
Su hábitat natural se encuentra en los ríos.